# منطقة جادشيرولي
جادشيرولي رمزها «GA» (بالإنجليزية: Gadchiroli)‏ ، هو تقسيم إداري لدولة الهند تتبع ولاية ماهاراشترا (بالإنجليزية: Maharashtra)‏ ، مركزها هو مدينة جادشيرولي (بالإنجليزية: Gadchiroli)‏ عدد سكانها حسب تعداد سنة 2001 هو 969,960 ، مساحتها 14,412 كم² وكثافة السكان 67 لكل كم² .